# Aase Nyegaard
Aase Nyegaard (født 8. juli 1951 i Filskov) er en dansk konsulent og politiker, og tidligere borgmester i Sønderborg Kommune, valgt for Fælleslisten. Tidligere var hun borgmester i Augustenborg Kommune fra 2002 til 2007.

## Liv
Nyegaard er født i Filskov ved Grindsted og opholdt sig i Schweiz i tre år hvor hun studerede tysk, inden hun begyndte på HH og blev erhvervssproglig korrespondent i Sønderborg. I 1976 bosatte hun sig i Augustenborg og indledte en erhvervskarriere på Danfoss i marketingafdelingen. Siden blev hun salgs- og marketingchef i Agramkow A/S og i 1993 udnævnt til divisionschef i samme firma.
Skolebestyrelsesarbejde førte hende i 1997 ind i byrådsarbejde i Augustenborg, hvor hun blev borgmester i 2002 og frem til kommunesammenlægningen i 2007. Hun gik dog også målrettet efter borgmesterposten i Sønderborg, men sad en periode i opposition med Jan Prokopek Jensen som borgmester, indtil hun fra januar 2010 selv blev borgmester. I mellemtiden arbejdede hun som seniorkonsulent hos konsulentfirmaet LOHFF Management Consultants A/S , der bl.a. havde indgået rammeaftale med Statens og Kommunernes Indkøbsservice (SKI) om at finde offentlige topchefer.
Hun har bl.a. en nysproglig studentereksamen fra Grindsted Gymnasium i 1971, tyskstudium fra Universität Zürich i 1974, og ligeledes har hun også en erhvervssproglig korrespondenteksamen, en merkonom i markedsføring og eksportmarkedsføring, en master i arbejdsmarked og personalemanagement fra Aalborg Universitet i 2000 samt en NLP-uddannelse i 2002. Ligeledes har hun siddet i bestyrelsen for en række forskellige institutioner og virksomheder, bl.a. Danebod Højskole, Region Sønderjylland-Schleswig, Sønderborg Lufthavn og OJ Electronics.
Privat er hun gift med Aksel Jepsen. Parret er bosiddende i Augustenborg og sammen har de tre voksne børn. Nyegaards fritidsinteresser er blandt andet ski, badminton og cykling.

## Cykel-ulykke
Den 21. september 2008 blev daværende lokalpolitiker Aase Nyegaard indlagt på Aabenraa Sygehus efter et alvorligt styrt på sin cykel nedad Egen Bakke på Nordals. I første omgang lød meldingerne fra sygehusets traumecenter og Sønderborg Politi, at hun var særdeles hårdt kvæstet. Hun var dog ikke i livsfare, men faktisk var hun kommet så slemt til skade, at hun i nogle timer blev lagt i kunstig koma.
Hun havde serveret ved en fest for næsten 100 frivillige i Nordals Idrætscenter, og det var da hun var på vej hjem, at hun styrtede. Politiet meldte efterfølgende ud, at deres mistanke var, at kæden havde sat sig fast. Nyegaard fik hjernerystelse, en flænge i kindbenet, knubs, hævelser og blå mærker som følge af styrtet. Cyklehjelmen havde sandsynligvis reddet hende fra svære kvæstelser og måske sågar hendes liv.

## Blå bog
- 1976 – 1978: Marketingafdelingen på Danfoss
- 1977 – 1985: Sekretær/bogholder i Agramkow A/S
- 1985 – 1993: Salgs- og marketingchef
- 1993 – 1995: Divisionschef
- 1995: Etablering af Strategic Business Unit (SBU)
- 1998 – 1999: Rådgiver salg/ledelse og organisation for Kiyose International Marketing
- 2001: Virksomhedskonsulent hos Sønderborg Kommune
- 2002 – 2007: Borgmester i Augustenborg Kommune
- 2007 – 2010: Seniorkonsulent i LOHFF Management Consultants A/S
- 2010 – 2013: Borgmester i Sønderborg Kommune